# سوسن وستي
السوسن الوستي (باللاتينية: Iris westii) هو أحد أنواع السوسن من الفصيلة السوسنية. سمي نسبة إلى عالم النبات البريطاني ريتشارد جيلبرت وست.

## الموئل والانتشار
ينتشر في بلاد الشام.